# Мост Александры
Мост Александры (фр. Pont Alexandra, англ. Alexandra Bridge) также именуется Межпровинциальный мост (фр. Pont Interprovincial, англ. Interprovincial Bridge) — бывший железнодорожный, с 1950-х гг. автомобильный и пешеходный мост через реку Оттава. Расположен между Национальной галереей Канады и Канадским музеем цивилизаций в городах Оттава и Гатино соответственно. Ежедневно мост пересекают около 15 тыс. автомобилей.
До сооружения Квебекского моста мост Александры был самым длинным консольным мостом в Канаде.

## История
Сооружение моста было завершено в 1901 году. В нём участвовали железнодорожные компании региона: Pontiac and Pacific Junction и Chemin de fer de la Vallée de la Gatineau. Компания Hull Electric использовала мост, чтобы связать трамвайные сети Элмера, Халла и Оттавы.
В конце 1950-х гг. мост Александры был переоборудован из железнодорожного в автомобильно-пешеходный.
В 1975 г. был полностью заменён настил. В 2009—2010 годах настил был снова заменён, укреплены металлические конструкции для противостояния вибрационным эффектам. Работы проводила компания McCormick Rankin Corporation.

## Происшествия
21 августа 1989 года на мосту произошло убийство, всколыхнувшее город. Ален Броссо, официант в отеле «Шато-Лорье», возвращался через мост к себе домой в Халл, закончив смену в 23:30. Его путь проходил через парк Мейджорс-Хилл. Парк был известен как популярное место встреч гомосексуалов. Этим пользовались местные преступники, подстерегая одиноких гомосексуалов с целью грабежа (в надежде, что те, опасаясь за свою репутацию, не донесут в полицию на грабителей). В тот день шестеро молодых людей находились в парке в поисках гомосексуалистов; они заметили Броссо (который, по стечению обстоятельств, гомосексуалом не был) и последовали за ним, когда он шел к мосту, ошибочно полагая, что он гей. Уже на мосту Броссо сначала ударили палкой, а затем ограбили. Член банды Джеффри Лалонд затем поднял Броссо через перила и бросил его с моста. Броссо погиб мгновенно, ударившись о камни. В тот же день Лалонд и его сообщники совершили ещё одно преступление, нанеся тяжёлые физические травмы человеку в другой части города. Лалонд был приговорен к пожизненному заключению и умер в тюрьме в 2008 году.

## Галерея

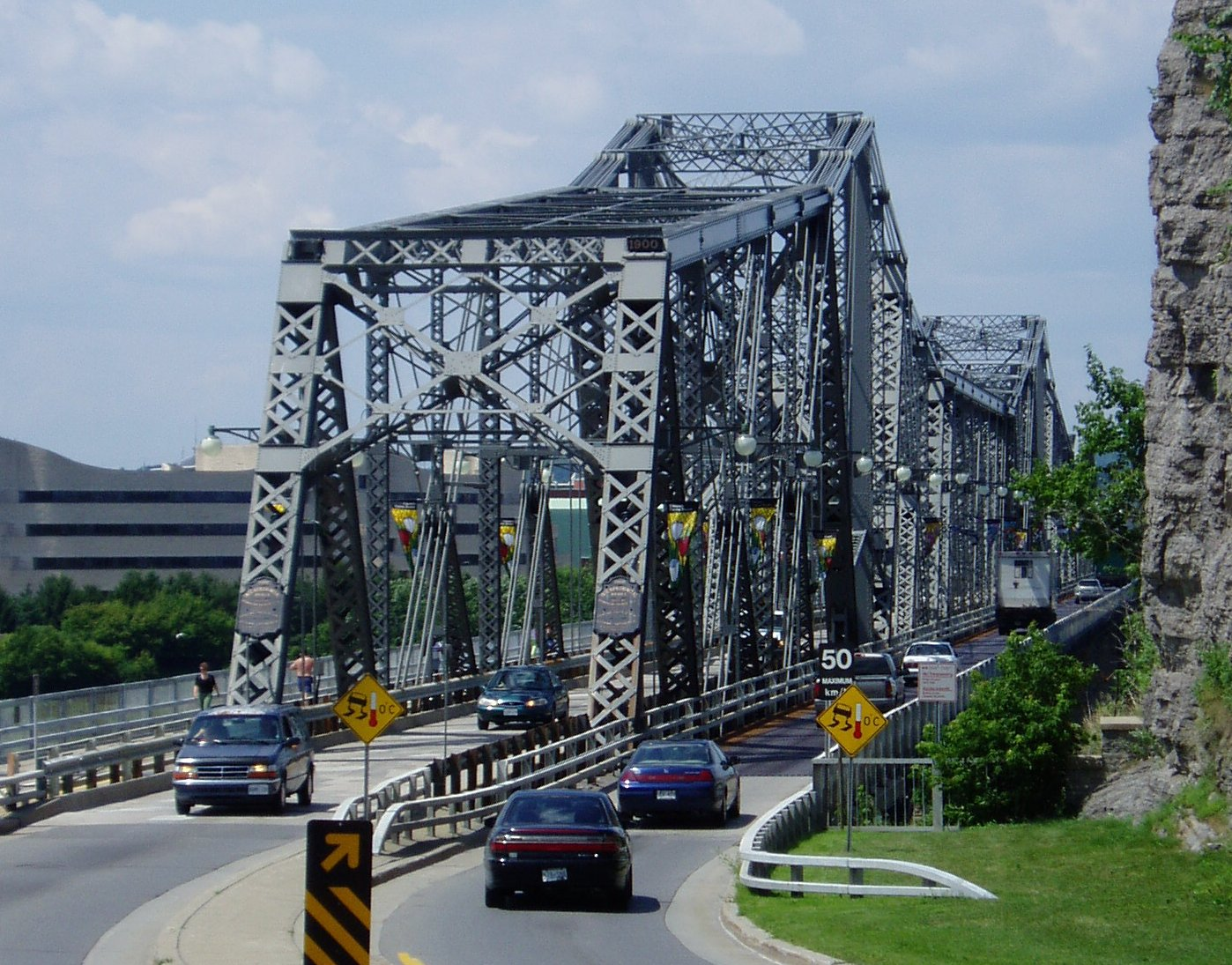
Мост Александры со стороны Оттавы
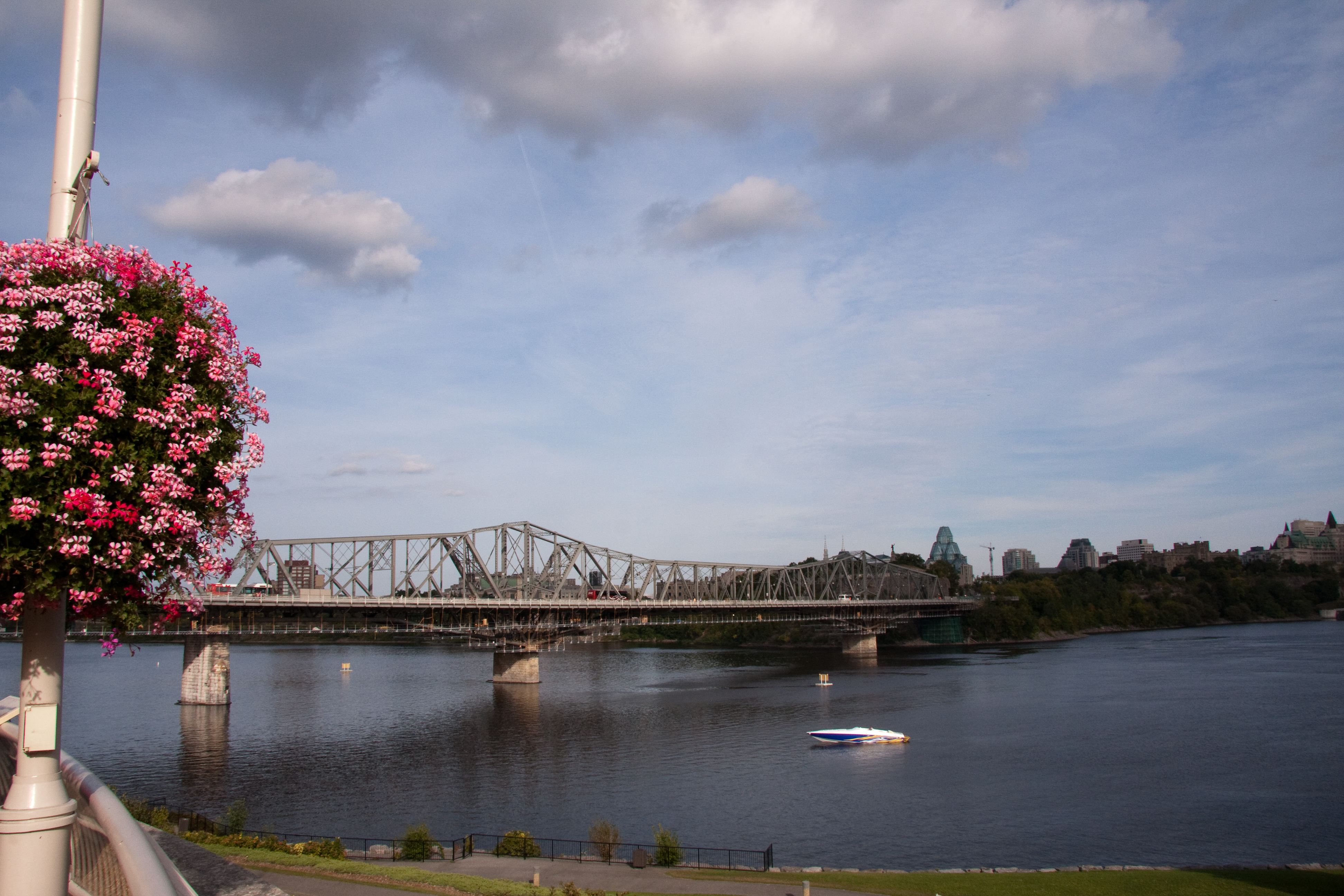
Вид на мост из парка Жака Картье в Гатино